# Interstate Aviation Committee

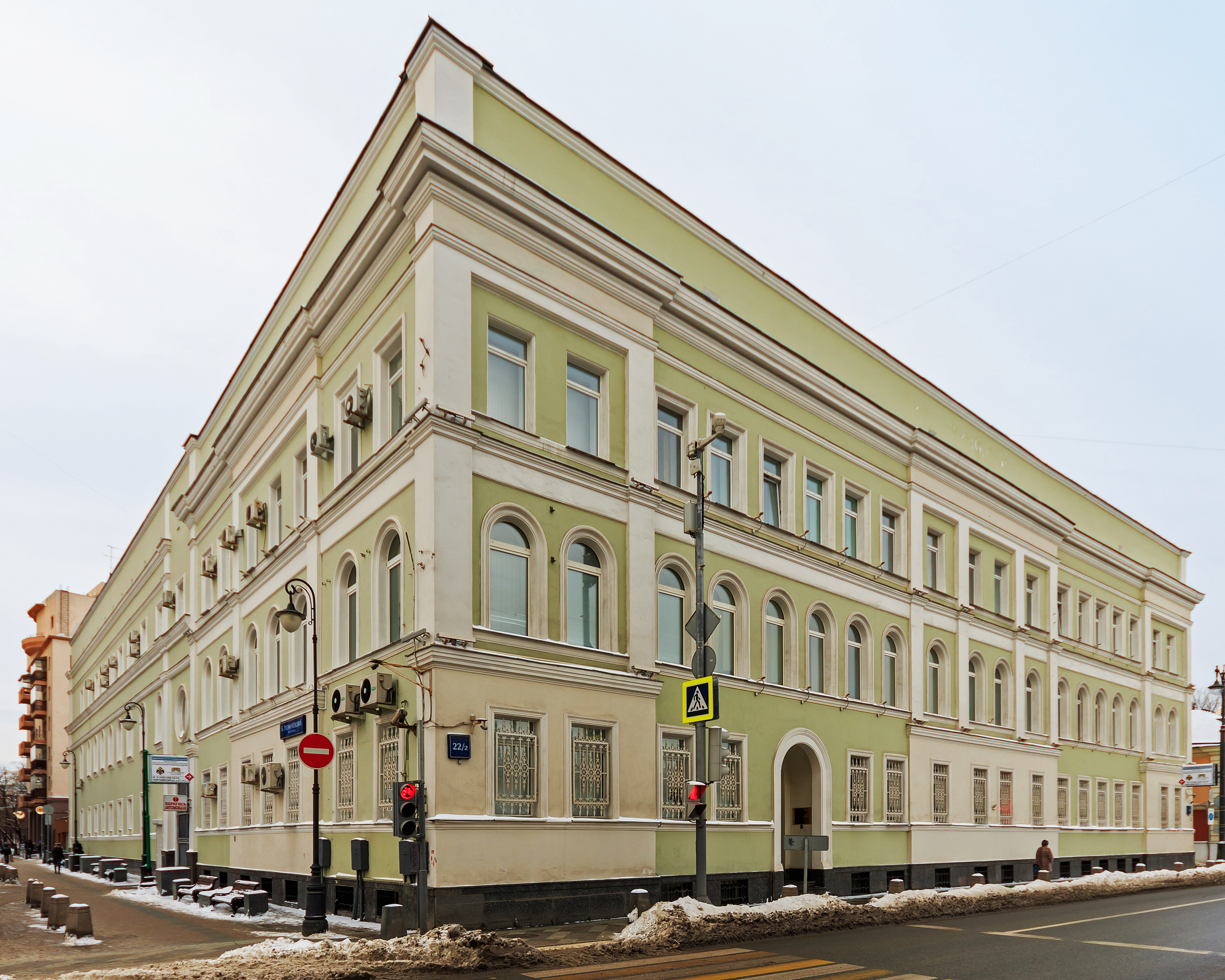
Sede di IAC/MAK

L'Interstate Aviation Committee (IAC) (in russo Межгосударственный авиационный комитет, МАК) è l'organo che gestisce e sovrintende l'aviazione civile nella Comunità degli Stati Indipendenti. L'IAC è stato fondato nel 1991 con la firma dell’Intergovernmental Agreement on Civil Aviation and Use of Airspace da parte di 12 stati dell'ex Unione Sovietica, e la sua sede è situata a Mosca.
Le nazioni che al settembre 2011 aderiscono allo IAC sono: Azerbaigian, Armenia, Bielorussia, Kazakistan, Kirghizistan, Moldavia, Russia, Tagikistan, Turkmenistan, Ucraina, e Uzbekistan; in origine vi aderivano anche Lettonia e Lituania.
L'Air Accident Investigation Commission è il reparto dello IAC che indaga in merito agli incidenti aerei avvenuti all'interno dei paesi aderenti.